# VOKD
VOKD, a.s. (název je zkratkou z někdejšího jména Výstavba ostravsko-karvinských dolů) je stavební společnost se sídlem v Ostravě, jedna z největších stavebních firem v Moravskoslezském kraji. Od 1. července 2015 je společnost v konkursu.

## Historie
Firma byla zřízena k 26. listopadu 1951 jako národní podnik Výstavba ostravsko-karvinských dolů, který se zabýval především důlními stavbami, hloubením jam, strojními montážemi, pozemními stavbami a výrobou stavebních hmot. V roce 1957 byl podnik začleněn do kombinátu Ostravsko-karvinské doly (OKD).
Hlavním cílem podniku byla rekonstrukce starých uhelných dolů a výstavba nových, která se soustředila na oblast Ostravsko-karvinského revíru. Rozhodující byla zejména výstavba nových dolů, mezi něž patřily Důl Rudý Říjen v Heřmanicích, Důl 9. květen ve Stonavě, Důl ČSM ve Stonavě, Důl Paskov, Důl Staříč a Důl Vítězný únor v Koblově.
V roce 1993 rozhodlo představenstvo OKD o vložení organizační jednotky VOKD do nově zřízené akciové společnosti VOKD. Ta vznikla zápisem do obchodního rejstříku 1. ledna 1994 pod názvem VOKD akciová společnost, přičemž 100% vlastníkem byla společnost OKD. Název firmy byl později upraven na VOKD, akciová společnost a posléze na současný VOKD, a.s. V říjnu 2006 byla firma VOKD prodána společnosti Geofin.

## Činnost v zahraničí
V roce 1991, tedy ještě v rámci OKD, podnik zahájil důlně-stavební práce ve Španělsku. Po vzniku samostatné akciové společnosti VOKD v roce 2004 firma založila 100% dceřinou společnost Construcción de Minas y de Obras Subterráneas S.A., která pokračovala v důlně-stavebních činnost ve Španělsku. V roce 2003 pak byla pro navazující práce založena společnost EOSA 2002,S.A., kde má VOKD podíl 50 %.